# Ivan Tsarevitj i Seryj Volk
Ivan Tsarevitj i Seryj Volk (russisk: Иван Царевич и Серый волк) er en russisk animationsfilm fra 2011 af Vladimir Toroptjin.

## Medvirkende
- Artur Smoljaninov
- Nikita Jefremov - Ivan Tsarevitj
- Mikhail Bojarskij
- Tatjana Bunina - Vasilisa
- Ivan Okhlobystin